# Ibrahima Kourouma
Ibrahim Kourouma, né le 15 décembre 1966 à Beyla, une localité de l'extrême sud est de la Guinée frontalière avec la république de Côte d'Ivoire, est un homme politique et pharmacien guinéen.
Du 23 août 2017 au 5 septembre 2021, il exerce les fonctions de ministre de la Ville et de l’Aménagement du Territoire. En janvier 2011, il occupait les fonctions de ministre de l'enseignement pré-universitaire et de l'éducation civique.

## Biographie
Ibrahima Kourouma est originaire de la préfecture de Beyla, en Guinée forestière. Parti en Côte d'Ivoire dès l'enfance, il va y suivre des études qui vont lui permettre de décrocher en 1985 son Brevet d'études du premier cycle (BEPC) au Collège d'orientation de Cocody (Abidjan).
De retour en Guinée, il réussit à la seconde partie du baccalauréat, option sciences expérimentales, au lycée Imprimerie de Conakry au cours de l'année scolaire 1986-1987.
Ce diplôme va lui ouvrir les portes de l'université Gamal Abdel Nasser de Conakry. Il s'inscrit à la faculté de médecine et pharmacie où il obtient en 1992 son doctorat d’État en pharmacie.
Dès les premières heures du multipartisme intégral décrété par le président Lansana Conté, durant la période 1991-1993, l'ancien fondateur du mouvement étudiant Union nationale des élèves et étudiants patriotes (UNEEP) est choisi comme représentant de l'UNEEP au Forum démocratique national regroupant les partis politiques d'opposition, les syndicats et les associations de la société civile.
Ce tremplin va lui permettre de renforcer sa position au sein du Bureau national de la jeunesse du Rassemblement du peuple de Guinée (RPG), actuel parti au pouvoir. Plus tard, président du Groupe de réflexion d'action et d'initiative (GRAIN-RPG), il atteint le sommet de sa carrière au sein du parti au pouvoir en intégrant le Bureau politique national et le Bureau national de la jeunesse du RPG. C'est de là qu'il est choisi par le nouveau chef de l’état guinéen, le professeur Alpha Condé, en décembre 2010, comme membre du gouvernement.
Derrière cette nomination se dessinait la nécessité d'entreprendre toutes les réformes nécessaires à la qualification du système scolaire. Ibrahima Kourouma a durant ses années d'étudiant été coorganisateur du Congrès panafricain des étudiants à Bamako (1992) et fondateur du Cercle universitaire de Conakry pour la promotion des sports et de la culture. Durant les années 2000, aussi bien sous le régime de Lansana Conté (1984-2008) que sous celui des militaires (2008-2010), Ibrahim Kourouma a participé à plusieurs conférences et séminaires : sur la paix organisée par San Egidio à Rome (Italie), sur l'évaluation et la formation sur les produits des laboratoires ROSA Phytopharma et Biocides à Marrakech (Maroc) puis plus à Dakar (Sénégal).
Par ailleurs, titulaire de pharmacie Elohim, sise à Lambayi, un quartier de la haute banlieue de Conakry, il est membre du Bureau exécutif de l'Union nationale des pharmaciens de Guinée (UNAPHARM), chargé de la réglementation, de la législation et de la fiscalité.
Durant sa carrière, entre 2001 et 2003, Ibrahima Kourouma a été délégué médical de THETAPHARM-France en Guinée. À ce titre, il était chargé de la promotion des molécules de l'agence au niveau national mais aussi de veiller à la qualité des relations entre l'agence et différents centres hospitaliers de son pays. Sa mission lui ouvrira les portes pour coordonner THETAPHARM-France en Guinée où il devait assurer la formation des délégués médicaux, suivre les rapports entre les grossistes, élaborer le plan d'action annuel de l'agence et en assurer la gestion du personnel.
En Avril 2022, Ibrahima Kourouma est écroué. Il est poursuivis pour des faits présumés de détournement et complicité de détournement de deniers publics, enrichissement illicite, corruption et blanchiment.

## Ministre de l'Enseignement pré-universitaire et de l'Éducation civique
À la tête de l'un des départements les plus stratégiques dans la politique de redressement de son pays depuis janvier 2011, son action a conduit à réduire les fraudes aux examens et le trafic de faux diplômes avec des sanctions systématiques.
Le département de l'enseignement pré-universitaire et de l'éducation civique a aménagé dans un nouveau bâtiment, jouxtant les services de la présidence. Ibrahima Kourouma remplace le porte-parole du gouvernement dans la lecture du communiqué du conseil des ministres, quand le titulaire du poste se trouve en mission à l'extérieur du pays.

## Ministre de la Ville et de l’Aménagement du Territoire
Par décret présidentiel du 23 août 2017, Ibrahima Koumoura est nommé ministre de la Ville et de l'Aménagement du Territoire, jusqu'à la chute du pouvoir le 5 septembre 2021.

## Emprisonnement
Poursuivi pour des faits présumés d'enrichissement illicite et de détournements de deniers publics, Ibrahima Kourouma est mis sous mandat de dépôt à la Maison centrale de Conakry par la cour de répression des infractions économiques et financières (CRIEF).
Lors du procès du 18 mars 2025, le procureur spécial, Aly Touré a requis 5 ans de prison et le paiement d’une amende de 50 milliards GNF.
Le 14 Mai 2025, il reconnu  coupable d’enrichissement illicite, il écope de 4 ans de prison ferme, assortis d’une amende de 3 milliards de francs guinéens. La cour a également ordonné la confiscation de l’ensemble de ses biens immobiliers et comptes bancaires au profit de l’État. Sur le plan civil, il est également condamné à verser 5 milliards de francs guinéens de dommages et intérêts à l’État.